# Teoria da associação diferencial
A teoria da associação diferencial é uma teoria de criminologia desenvolvida pelo americano Edwin H. Sutherland. A teoria propõe que o comportamento criminoso de indivíduos tem sua gênese pela aprendizagem, com o contato com padrões de comportamento favoráveis à violação da lei em sobreposição aos contatos contrários à violação da lei.
A Associação Diferencial, dessa forma, é uma teoria sociológica da Criminologia e, assim, busca explicar a formação do comportamento criminoso apenas pelo âmbito social, não analisando o motivo pelo qual alguém se torna criminoso. Sutherland, com isso, tem o objetivo de desconstruir as teorias que colocavam a causa da criminalidade em fatores biológicos ou psíquicos. Uma das inovações fundamentais da Associação Diferencial é que ela também critica as teorias com bases sociológicas que associam a criminalidade à pobreza.
O criminólogo busca desenvolver uma teoria que pode ser aplicada em todos os casos, incluindo os chamados "delitos de colarinho branco", ou seja, crimes cometidos por indivíduos de classe alta no exercício de suas profissões. As teorias sociológicas focadas na pobreza e suas decorrências como determinantes do crime não eram suficientes, pois não conseguiam explicar, entre outros, esses delitos citados. Para tanto, o sociólogo foca-se em atos específicos (abordagem positivista), ao invés das condutas subjetivas de cada indivíduo.

## Edwin H. Sutherland: vida, obra e importância do autor para a criminologia
Edwin Hardin Sutherland (Gibbon, Nebraska, EUA, 13 de agosto de 1883 - 11 de outubro de 1950, Bloomington, Indiana, EUA) foi um sociólogo criminalista Americano, pioneiro na área. Ficou conhecido especialmente por cunhar a expressão ‘crime do colarinho branco’ e pelo desenvolvimento da teoria da Associação Diferencial. Devido a sua grande importância e influência, hoje o maior prêmio da Sociedade Americana de Criminologia leva seu nome.
Cresceu em Ottawa, Kansas, e Grand Island, Nebraska. Na escola, planejava estudar história, e tinha cursado algumas matérias de sociologia para atender aos requisitos. Depois de se formar no ‘Grand Island College’, em 1906, decidiu voltar para a faculdade, e entrar para a escola de pós-graduação na Universidade de Chicago, onde cursou sociologia até 1913. Após terminar o curso, Sutherland tornou-se professor de sociologia.
Durante seu tempo na Universidade de Illinois, Sutherland recebeu uma proposta para escrever um livro sobre criminologia, a experiência que mudou sua vida. A primeira edição de seu livro, Criminologia, foi publicada em 1924.
Sutherland fundou o Instituto Bloomington de Direito Penal e Criminologia durante seus estudos na Universidade de Indiana, quando publicou três livros, incluindo “Vinte Mil Homens sem Abrigo” (1936), "O Ladrão Profissional” (1937), e a terceira edição de “Criminologia” (1939).
Em 1939, Sutherland foi eleito presidente da Sociedade de Sociologia norte-americana, e em 1940, presidente da Associação de Pesquisa Sociológica. Foi presidente da Instituto de Direito Penal e Criminologia da Universidade de Indiana, da American Prison Association e da Academia de Criminologia de Chicago.
Escreveu sua obra prima, "The White Collar Crime" em 1949, na qual expõe a Teoria da Associação Diferencial, referência até os dias de hoje para a área da criminologia. Com seu trabalho, iniciou-se uma profunda alteração no estudo sobre o fenômeno criminal em todo o mundo, pela abertura de novos e diferentes âmbitos de pesquisa que voltavam o foco de atenção a determinada forma de violação da lei que, anteriormente, era ignorada pelas escolas criminológicas tradicionais (positivistas). Assim, o seu estudo significou o início de um verdadeiro ponto de ruptura na Criminologia, ao tentar superar o paradigma tradicional positivista que estabelecia uma relação causal entre a criminalidade e fatores ou patologias psicossociais.

### Influências na obra de Edwin Sutherland
O pensamento de Edwin Sutherland se desenvolveu e teve maior influência na Escola de Chicago, onde cursou pós-graduação em sociologia. Sociólogos da Escola de Chicago adotavam uma abordagem ecológico-social para estudar cidades, e postulavam que os bairros urbanos com altos níveis de pobreza muitas vezes experimentavam rupturas na estrutura e em instituições sociais, como a família e as escolas. Tal fator resultaria em desorganização social, o que reduziria a capacidade de controlar o comportamento e criava um ambiente propício para o comportamento desviante. Edwin Sutherland complementou o pensamento da escola acrescendo uma ligação sócio-psicológica: sugeriu que as pessoas aprendem o comportamento criminoso a partir de padrões desse comportamento.
Outro nome que influenciou o pensamento de Sutherland foi Gabriel de Tarde, filósofo, psicólogo, sociólogo e criminalista francês. Começou a sua carreira de investigação na Criminologia publicando vários artigos, nos quais entra em polêmica com o criminologista italiano Cesare Lombroso. Desenvolveu uma Sociologia a partir do comportamento e ações dos indivíduos, abrindo caminho para a análise social da subjetividade, bem como das relações entre emoção e sociedade, direção que seria seguida por Sutherland.

## O Pensamento Criminológico na Época da Criação da Teoria

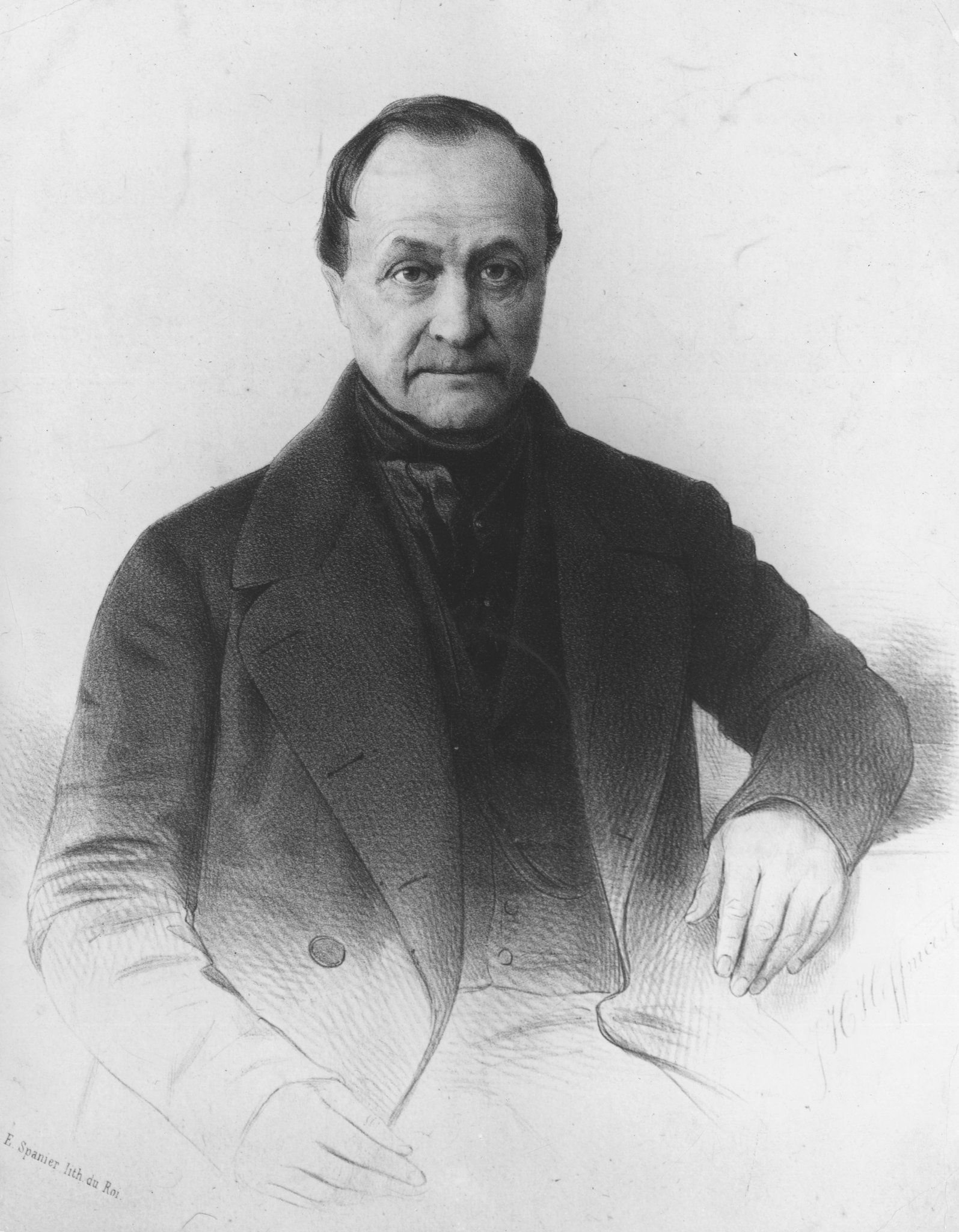
Augusto Comte, principal expoente do Positivismo

Na criminologia as correntes desenvolvem-se isoladamente, cada qual em sua linha de pesquisa, buscando uma melhor explicação para os elementos criminais.  Edwin Sutherland faz parte de uma subdivisão da corrente Positivista, a Criminalista Sociológica.
A doutrina filosófica do positivismo floresceu no século XIX, generalizando na Filosofia Ocidental um espírito antimetafísico e antiteológico. Assim, pretende-se transplantar até mesmo para a Filosofia o rigor do método científico, reduzindo o conhecimento humano àquele "claro e distinto", obtido pela análise de fatos e coisas concretas no melhor estilo cartesiano. Seu principal expoente foi Augusto Comte, que dizia caber ao homem descobrir as leis da natureza e reduzí-las a uma unidade, restringindo-se aos fatos.  Tal método se aplicou ao Direito, procurando aproximá-lo o máximo possível às ciências naturais, reduzindo-o àquilo que possui de palpável, ou seja, as normas legais.
Nesta mesma área, surge oposição quanto ao método científico como único método válido e as concepções supostamente equivocadas. Assim, nota-se uma preocupação com a descoberta de relações e regras capazes de explicar o fenômeno da criminalidade, surgindo pela primeira vez na criminologia uma vertente que muda o enfoque no âmbito criminal, dando maior atenção ao comportamento do criminoso. Houve uma individualização do criminoso como objeto de estudo, ação que resultou na concepção de anormalidade do infrator e em métodos pra distinguí-los da população. Precursor desse esforço foi Cesare Lombroso, que acreditava que os criminosos apresentariam característicos sinais físicos ou psíquicos.
A partir de Lombroso surgem diversos estudos a fim de pesquisarem elementos endógenos capazes de despertarem traços criminosos em pessoas. Surge assim um conjunto de teorias explicativas determinadas de “Criminologia Clínica”, dentro elas, “Teoria Freudiana do Delito por Sentimento de Culpa”, porém, defeituosas na medida em que pretendiam estudar individualmente o crime e o criminoso.
Surge assim a Criminologia Sociológica, vertente da qual faz parte Edwin Sutherland. Teve como seu principal precursor Enrico Ferri, e buscou mudar o foco das teorias criminalísticas, estudando a gênese natural do crime, como fator social e individual, focando na influência do ambiente nas pessoas. Tanto Edwin Sutherland, como outros pensadores contemporâneos (John C. Breckinridge, Abbot, Gillin, Healy, Ângelo Vacaro, etc.), estavam inseridos em um meio no qual os Estados Unidos recebia uma grande incidência de imigrantes legais e ilegais, fator relevante no aumento das estatísticas de criminalidade. A imigração mudou drasticamente o ambiente social, fazendo com que a heterogeneidade cultural dificultasse em parte a adaptação das pessoas ao meio e incitasse frustração, sendo um fator do meio para a análise criminológica.
Contemporânea à criminologia sociológica de Sutherland, a Corrente Funcionalista acredita que o crime é produzido pela própria estrutura social, e que por possuírem sua própria função dentro do sistema, não devem ser vistos como uma anomalia ou moléstia social.  Ela se encontra com a teoria Criminalista Sociológica, corrente de Sutherland, quando estende o conceito de distribuição das chances de acesso aos meio legítimos para alcançar fins culturais. Esta distribuição se encontra intimamente ligada com a estratificação social, e no âmbito de tais estratos se desenvolvem normas e modelos de comportamentos desviantes dos característicos de estratos médios. Constituem-se assim subculturas criminais que representam a reação de minorias desfavorecidas, e, em 1959, Cloward, usa as teorias de Sutherland, Cohen e Merton para expor um artigo sobre a teoria subcultural criminal.
De acordo com Baratta, “Sutherland contribui para a ideia das subculturas criminais principalmente, com as formas de análise do comportamento criminoso, e do aprendizado das várias associações diferenciais que o indivíduo tem com outros indivíduos ou grupos”. Impulsionou a teoria da criminalidade para que os modelos explicativos não se restrinjam a simples análises, mas que enfrentem diretamente os problemas das causas sociais de diversas associações diferenciais e de sua qualidade.

## Introdução À Teoria da Associação Diferencial

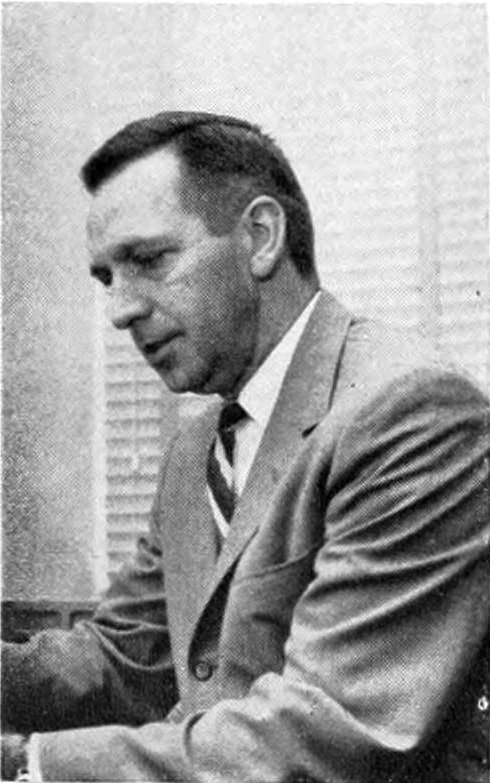
Donald Cressey, sociólogo que publicou "Criminology" junto com Sutherland

### O Desenvolvimento da Associação Diferencial na Obra de Sutherland
A Teoria da Associação Diferencial começou a ser traçada por Sutherland na primeira edição de seu manual de Criminologia, Criminology, em 1924, a qual trazia um esboço sobre o determinante da criminalidade ser o conflito de comportamentos trazidos por diferentes culturas. Essa teoria que romperia com diversos paradigmas da criminologia foi efetivamente introduzida na edição de 1939 do mesmo livro. Algumas modificações foram realizadas ao longo do tempo e, na edição de 1947 (publicada em conjunto com Donald Cressey), Sutherland consolidou a versão final de sua teoria.
Para compreender a evolução e o desenvolvimento da Teoria da Associação Diferencial na obra de Sutherland, é preciso atentar-se para um relevante campo de pesquisa do autor: a criminalidade de indivíduos de classe social alta no exercício de sua profissão, ou seja, os chamados crimes de colarinho branco. O fato de nenhuma teoria criminológica explicar as causas dessa espécie de delito levou o autor estadunidense a fortalecer a Teoria da Associação Diferencial como única que possibilitava essa explicação. No artigo White-Collar Criminality, de 1940, Sutherland abordou essa nova problemática pelo prisma da Associação Diferencial. O tema, no entanto, não se esgotou nesse artigo e o autor desenvolveu uma pesquisa muito mais extensa, com 70 grandes corporações norte-americanas, que resultou no livro White-Collar Crime, de 1949, que fortaleceu ainda mais a Teoria da Associação Diferencial.
Após a morte de Sutherland, Donald Cressey, também responsável por outros trabalhos sobre a associação diferencial, e David Luckenbill passaram a reeditar o manual original, com atualizações e comentários. Dessa forma, os autores rebateram algumas críticas realizadas à teoria, esclareceram dúvidas comuns, mas sem alterar a redação de Sutherland de 1947.

### A Busca Por Uma Teoria Científica Explicativa Para a Criminalidade
Ao desenvolver a Teoria da Associação Diferencial, Sutherland tem o objetivo de formular uma explicação científica e universal do fenômeno da criminalidade. Da mesma forma como em todos os campos de estudo das ciências, a explicação “consiste em uma descrição das condições que estão sempre presentes quando um fenômeno ocorre e que nunca estão presentes quando o fenômeno não ocorre”. Assim, o autor busca encontrar condições que sempre estão presentes na ocorrência de crime e que nunca estão presentes quando não ocorre crime. A formulação de tal teoria, na visão do criminólogo, permite uma compreensão muito mais ampla da delinquência e do crime, além de fornecer instrumentos valiosos para a aplicação prática na diminuição das taxas de criminalidade.
Todas as teorias criminológicas formuladas até o momento em que Sutherland desenvolve as ideias da Associação Diferencial tratavam de fatos relacionados com a taxa de criminalidade, conforme será apresentado no item a seguir. No entanto, nenhuma dessas teorias é capaz de captar a explicação científica no sentido apresentado. Ainda, a análise criminológica até o momento, para Sutherland, falhava no nível da análise, sem focar nos fatores efetivamente explicativos.

### Teorias Criminológicas Anteriores e a Crítica de Sutherland

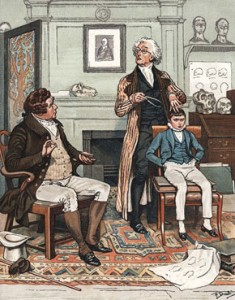
Pela teoria de Lombroso, "um calombo na região da benevolência seria um sinal de que essa característica era abundante no dono do crânio. A frenologia foi bem acolhida na sociedade vitoriana inglesa"

Sutherland, em sua obra, apresenta o objetivo de tornar a Criminologia uma ciência independente, desvencilhada das influências de bases legais ou médicas . O autor estadunidense, assim, critica várias teorias difundidas em sua época, incluindo teorias biológicas, teorias sociológicas com foco nas influências da pobreza e teorias baseadas na psicologia e em alterações psíquicas geradas pela pobreza.
Dessa forma, em seu livro "Criminology", manual de criminologia no qual ele desenvolveu a Teoria da Associação Diferencial, Sutherland dedica uma série de capítulos à análise de supostos fatores determinantes do crime.
No sexto capítulo do livro , é realizada uma longa exposição de dados sobre a influência de idade e gênero na prática de delitos. O autor percebe uma proporção muito maior de homens entre os indivíduos que cometeram os delitos, no entanto, evidencia como esse dado, por si só, não traz nenhuma explicação concreta sobre a criminalidade; nas suas proposições, concluir que fatores biológicos relacionados à masculinidade são determinantes da criminalidade seria semelhante a uma “conclusão de que a taxa de mortalidade de homens atingidos por relâmpagos é seis vezes maior que a de mulheres por fatores biológicos diferentes entre os sexos”. O motivo da diferença na taxa de criminalidade, para o teórico, é explicado pela Associação Diferencial, ou seja, pela diferença de contato com padrões criminais e anticriminais diferentes aos quais homens e mulheres estão submetidos na nossa sociedade, independente da posição social de cada gênero. Nesse mesmo ponto, Sutherland aproveita para descartar as ideias de que o meio social (como pobreza, bairro periférico com poucas condições, pais pouco instruídos, entre outros) seja a causa direta da delinquência, uma vez que garotas e garotos estão expostos ao mesmo ambiente e as taxas de criminalidade diferem muito.
No capítulo VII da mesma obra , o autor examina a influência da nacionalidade e da raça. Da mesma forma que ocorre no anterior, o autor demonstra que essas pesquisas de taxa de criminalidade apresentam apenas fatos concretos, mas não a explicação para os determinantes da delinquência. Ainda, ele defende que as diversas teorias anteriores não explicam todos os fatos até esse ponto apresentados, apenas a Associação Diferencial teria o potencial explicativo para todas as variantes citadas.
Sutherland ataca as teorias baseadas na personalidade do indivíduo no oitavo capítulo de "Criminology". Após uma análise de dados relativos à personalidade e a possíveis doenças mentais, o autor mostra que tais teorias não são explicativas para o fenômeno da criminalidade. De acordo com o autor “as noções neolombrosianas de que o crime é uma expressão da psicopatia não é mais justificável que a noção lombrosiana de que criminosos têm um tipo físico diferente”. Anormalidades psíquicas, dessa forma, não determinam o crime e, ainda, segundo Sutherland, as pesquisas que indicam altas taxas de doenças mentais entre criminosos tem rigor metodológico baixo e considera o próprio comportamento criminoso como manifestação da doença.
Além disso, o criminólogo critica as teorias anteriores que citavam como determinantes diretos do crime os padrões culturais e as relações familiares. A tese do autor é que esses pontos são relevantes, mais uma vez, por possibilitar diferentes contatos com padrões diferentes de comportamento, mas não explicam por si só a delinquência. Outra crítica do autor é quanto à influência de comunicação em larga escala (mídia) e instituições (escola, igreja); novamente, a conclusão do autor é que a determinação da criminalidade se dá por interações diretas, assim, esses fatores não podem ser determinantes.
Conforme já explicitado, a teoria de que a pobreza é um determinante da criminalidade (por causa do meio social ou de alterações psíquicas provocadas por essa baixa condição econômica) é totalmente rechaçada por Sutherland. A crítica aparece em diversas obras do autor, como o manual "Criminology", o artigo "White-Collar Crimiminality" e o livro "White-Collar Crimes". Considerar o comportamento criminoso como sendo causado pela pobreza é errado, segundo o criminólogo, por três motivos principais , que serão mais bem explicados no item "Pontos fundamentais da Teoria": basear-se em amostragens de criminalidade equivocada, que ignora criminalidade de colarinho branco; não ser válida para crimes e criminosos de colarinho branco; e por não explicar nem mesmo a criminalidade das classes mais baixas, dado que não formula uma tese geral explicativa para todos os comportamentos delituosos.

## Associação Diferencial Como Princípio
Em diferentes partes de sua obra, Sutherland referiu-se à Associação Diferencial tanto como uma teoria, quanto como uma hipótese. No texto "Development of the theory" , por exemplo, os dois termos são utilizados, sem nenhuma distinção ser apresentada. Donald Cressey sugere que o ideal seria denominar a Associação Diferencial como um princípio, no sentido sociológico do termo, pois ordena fatos sobre taxas. Cressey demonstra que muitas das popularmente chamadas "teorias" na sociologia são, na realidade, princípios, como a Teoria da Integração Social, ou o Princípio da Integração Social, de Émile Durkheim.
O termo "princípio", apesar de preferido por Cressey, é muito pouco usado e difundido na literatura sobre o tema. A denominação "teoria" aparece com muito mais frequência, de modo que será utilizada por todo o texto.

## A Teoria da Associação Diferencial

### Duas Espécies de Explicação do Comportamento Criminoso
Existem dois tipos possíveis de explicações criminológicas, de acordo com Sutherland. Um deles denominado de “mecânica”, “situacional” ou “dinâmica” tem seu foco na situação objetiva do momento do crime, e utiliza isso para explicar a delinquência. Todas as teorias desenvolvidas nesse sentido acabaram falhando, na opinião do autor, por causa das “conexões com a tentativa de isolar patologias pessoais e sociais nos criminosos”.
A importância da situação objetiva não é descartada por Sutherland, pois ela gera a oportunidade para o crime, mas seu objetivo é realizar o segundo tipo de explicação criminológica, denominada de “histórica” ou “ligada ao desenvolvimento”, ou seja, que leva em consideração as experiências de vida anteriores ao ato do crime.

### Pontos Fundamentais da Teoria
No Capítulo IV de Criminology, Sutherland, constrói sua teoria criminológica “ligada ao desenvolvimento”, a Teoria da Associação Diferencial, por meio 
de nove pontos fundamentais.
1. “Comportamento criminoso é aprendido”. Sutherland explica esse ponto a contrario sensu, ou seja, o comportamento criminoso não é algo herdado, e uma pessoa não inventa o comportamento criminoso se não foi treinada no crime.
2. “Comportamento criminoso é aprendido pela interação com outras pessoas em um processo de comunicação”. Esse ponto não requer grandes explicações, e Sutherland apenas faz a ressalva que inclui-se, aqui, a comunicação por gestos, além da verbal.
3. “A principal parte da aprendizagem do comportamento criminoso ocorre dentro de grupos íntimos e pessoais”. Nesse ponto, a ideia é reforçar a não relevância das agências de comunicação em massa (a mídia em geral) na formação do comportamento criminoso.
4. “Quando um comportamento criminoso é aprendido, a aprendizagem inclui: técnicas para executar o crime, que podem ser complicadas ou simples; e as direções específicas de motivos, impulsos, racionalizações e atitudes”.  Em outras palavras, a aprendizagem do comportamento criminoso envolve tudo que o cerca. Sutherland não traça nenhum comentário adicional sobre esse ponto.
5. “A direção específica dos motivos e impulsos é aprendida a partir de definições dos códigos legais como favoráveis ou desfavoráveis”. Em diferentes grupos sociais, as pessoas no em torno do indivíduo podem considerar as normas jurídicas como regras a serem seguidas ou considerar favorável a violação dessas normas. Sutherland define que na sociedade americana essas distintas definições estão misturadas, gerando uma cultura de conflito em relação às normas jurídicas.
6. “Uma pessoa torna-se delinquente por causa de um excesso de definições favoráveis à violação das leis sobre definições desfavoráveis à violação delas”. Esse é ponto central do princípio da Associação Diferencial. O autor, aqui, faz referência aos padrões de comportamento criminosos e não às pessoas criminosas ao qual um indivíduo está exposto. A gênese do comportamento criminoso, assim, está nos contatos de uma pessoa com padrões criminosos e no isolamento de padrões anticriminosos, durante sua vida. Faz-se, ainda, uma referência a comportamentos neutros: comportamentos sem carga criminosa ou anticriminosa (no exemplo do autor, aprender a escovar os dentes) que não interferem diretamente na formação do comportamento criminoso, a única relevância das associações neutras é a ocupação do tempo do indivíduo sem que ele esteja ligado a um comportamento criminoso.
7. “Associações diferenciais podem variar em frequência, duração, prioridade e intensidade”. Esse ponto explicita que as associações com comportamentos criminosos e anticriminosos podem variar pelos diferentes aspectos citados, de forma a influenciar na gênese ou não do comportamento criminoso no indivíduo. Os conceitos de frequência e duração são facilmente explicados, sendo aquele o número de vezes no qual há o contato com um comportamento e este o tempo pelo qual há o contato. Os conceitos de prioridade e intensidade não têm definição assim tão clara e são pouco desenvolvidos, fazendo-se necessários estudos mais explicativos. No entanto, é possível associar prioridade como o momento da vida no qual ocorre o contato, e considera-se que o início da infância tem uma importância maior para a persistência do comportamento para o resto da vida. Intensidade, por sua vez, tem a ver com a fonte do comportamento com o qual o indivíduo tem contato; uma pessoa de maior prestígio social ou emocionalmente ligada ao indivíduo gera uma associação de maior intensidade.
8. “O processo de aprendizagem do comportamento criminoso por associação com padrões criminosos e anticriminosos envolve todos os mecanismos envolvidos em qualquer aprendizagem”. Em outras palavras, Sutherland explica que a aprendizagem de um comportamento criminal é muito mais ampla que apenas uma imitação.
9. “Enquanto comportamento criminoso é uma expressão de necessidades e valores gerais, ele não é explicado por essas necessidades e por esses valores, dado que comportamento não criminoso é uma expressão das mesmas necessidades e dos mesmos valores”. Os valores gerais de uma sociedade aparecem em qualquer comportamento, criminoso ou não, dessa forma, não tem qualquer papel na explicação da delinquência. O autor compara esses valores e necessidades com o ato de respirar, pois são necessários para todos os casos, e, assim, não explica nenhum deles.
É importante ressaltar que a teoria é desenvolvida por todos os nove pontos, não apenas pelo sexto, no qual a expressão é utilizada por Sutherland. O criminólogo, em "White-Collar Criminality" (1940), resumiu a teoria nas seguintes palavras:
“A hipótese aqui sugerida como uma substituta para as teorias convencionais é que a criminalidade de colarinho branco, assim como qualquer tipo sistemático de criminalidade, é aprendida; que ela é aprendida pela associação direta ou indireta com aqueles que já haviam praticado o comportamento; e que aqueles que aprendem esse comportamento são segregados de frequentes e íntimos contatos com comportamentos obedientes à lei. O fato de uma pessoa tornar-se criminosa ou não é determinado amplamente pela comparação da frequência e intimidade dos contatos com esses dois tipos de comportamento”.
Ainda, é importante marcar que a Teoria da Associação Diferencial tenta explicar todo o tipo de comportamento, de modo que a expressão que dá nome à teoria deve ser entendida como um encurtamento de “associação diferencial com padrões de comportamento criminosos e anticriminosos” nas palavras de Donald Cressey .

### Associação Diferencial e Organização Social Diferencial
A Teoria da Associação Diferencial busca um nível de explicação que não envolve entender o motivo de um indivíduo ter as associações que tem, dado que isso envolve fatores mais complexos de organização social. Assim, a Associação Diferencial é uma teoria que se propõe a explicar o fenômeno da criminalidade no âmbito individual, não coletivo.
Existem diversas teorias criminológicas que propõe explicações para a criminalidade em âmbito coletivo, ou seja, que buscam definir motivos para a ocorrência maior de crimes em uma determinada comunidade (ou região geográfica) do que outras. Essas teorias levam em consideração, portanto, as taxas de criminalidade, e buscam explica-las. A taxa de criminalidade, de acordo com Sutherland, não é nada senão o número de pessoas em uma comunidade que cometem crimes e a frequência com a qual eles cometem. Dessa forma, qualquer explicação de criminalidade no âmbito coletivo, logo, qualquer explicação sobre taxa de criminalidade, deve ser coerente com a explicação para o âmbito individual.
Portanto, Sutherland precisa de uma teoria para o âmbito coletivo compatível e coerente com a Teoria da Associação Diferencial (teoria para o âmbito individual). Dessa forma, a melhor explicação, na visão do autor, é a da desorganização social, teoria sociológica elaborada por outros autores da chamada Escola de Chicago. De maneira geral, a Desorganização Social define que um grupo pode estar voltado para comportamentos criminosos, para comportamentos anticriminosos, ou ainda, para ambos. Nas sociedades contemporâneas, o número de padrões comportamentais e de grupos sociais que uma pessoa participa é extremamente grande, de modo a gerar um conflito normativo, ou seja, o indivíduo entra em contato com comportamentos criminosos e anticriminosos, nos diferentes grupos sociais dos quais participa. Dessa forma, as diferentes organizações sociais são capazes de explicar as taxas de criminalidade de forma consistente com a teoria da Associação Diferencial.
Apesar de o nome utilizado para a teoria sociológica que Sutherland resgata para explicar as taxas de criminalidade ser Teoria da Desorganização Social, o criminólogo estadunidense sugere utilizar a nomenclatura Teoria da Organização Social Diferencial. Essa alteração se dá pela variação da taxa de criminalidade ser produto das diferentes organizações sociais complexas, não apenas da falta de organização.

### Erros Comuns Sobre a Teoria
Após a morte de Sutherland, os autores Cressey e Luckenbill passaram a atualizar seu manual de criminologia. Com isso, o Capítulo IV do livro foi complementado com uma versão alterada de um texto de Cressey  chamado "Epidemology and Individual Conduct: A Case from Criminology". Nesse texto, o autor expõe uma série de erros comuns sobre a teoria e desfaz as confusões; além de rebater uma série de críticas realizadas à Associação Diferencial.
O primeiro erro comum apontado por Cressey é que muitos acham que a teoria da Associação Diferencial busca explicar apenas associações com padrões comportamentais criminosos. Conforme já explicitado, a teoria trata das definições favoráveis e não favoráveis ao crime e que o comportamento criminoso é resultado de um excesso das primeiras em relação às segundas.
Um segundo erro é acreditar que a teoria define que a gênese do comportamento criminoso está na associação com criminosos. Cressey mostra que, na realidade, a teoria preocupa-se com os padrões de comportamento com o qual o indivíduo se associa, independente do caráter da pessoa que foi fonte desse comportamento. Pessoas que cometeram crimes podem ser fontes de padrões comportamentais anticriminosos; e pessoas que não cometeram crimes podem ser fontes de padrões de comportamentos criminosos.
Um terceiro erro ocorre por diferenças no texto nas versões de 1939 e 1947 de "Criminology". A primeira versão referia-se à criminalidade sistemática, mas Sutherland retirou esse termo, por perceber que pesquisas empíricas não conseguiram diferenciar criminalidade sistemática e não sistemática. Dessa forma, consolidou-se que a teoria refere-se a toda forma de comportamento criminoso; e o erro é cometido por aqueles que não perceberam tal alteração e a nova consolidação.
Apontar o defeito da teoria como o fato de ela não explicar o motivo de um indivíduo ter as associações que tem é o quarto erro apontado por Cressey. Essa afirmação aparece como um erro, não como uma crítica, pois apesar de a explicação desse motivo ser algo extremamente relevante, a teoria não busca explicar isso, pois busca apenas explicar a conduta individual, o que não leva em conta tais motivos.

## O conceito de "Crime de Colarinho Branco"
As violações às leis realizadas pelos membros da classe social mais alta são, por conveniência, frequentemente chamadas de "delitos de colarinho branco". Entretanto, Sutherland define os "delitos de colarinho branco" como sendo delitos cometidos por uma pessoa de respeitabilidade e status social alto no curso da sua ocupação. Assim, esta definição exclui muitos crimes cometidos pelos membros da elite social, que não sejam parte de seus procedimentos ocupacionais – tais como assassinatos, espancamentos, etc.
O termo “colarinho branco” foi inicialmente utilizado para referir-se especialmente a empresários e executivos por um presidente da General Motors, em sua obra “Uma Autobiografia de um Trabalhador de Colarinho Branco”/ “An Autobiography of a White Collar Worker”. Posteriormente, foi adotado por Sutherland em sua obra, com esta mesma conotação.
Podemos citar como exemplos destes crimes as manipulações financeiras realizadas pelas empresas; os delitos empresariais de controle de mercado, tais como os acordos ilegais de definição de preços, a formação de cartéis, ou monopólios; as falsas representações publicitárias; as fraudes e abusos nos direitos de patente, marcas de fábrica e direitos autorais; as práticas injustas no que concerne às relações trabalhistas, entre outros.
O prejuízo financeiro acarretado pelos "delitos de colarinho branco" é muito superior ao causado pelos “delitos comuns”, isto é, aqueles que são considerados ordinariamente como parte do “problema da criminalidade”. Ademais, o custo financeiro acarretado pelos "crimes de colarinho branco" é ainda menos importante do que o dano que estes causam às relações sociais. Tais delitos violam a confiança da sociedade em suas instituições; e, criando desconfiança, prejudicam a moralidade, produzindo desorganização social. Muitos desses delitos atacam os princípios fundamentais das instituições da sociedade moderna, enquanto os “delitos comuns”, diferentemente, produzem poucos efeitos nas instituições ou na desorganização social.

### Os "delitos de colarinho branco" são, de fato, crimes?
É importante ressaltar, ainda, que a característica essencial para que uma conduta seja considerada criminosa é que esta seja proibida pelo Estado, por causar-lhe um dano, e este deve reagir a ela com intuito de puni-la. Portanto, os critérios abstratos considerados como elementos necessários para a definição de um delito são “a provisão legal de uma pena para este ato” e “a descrição legal de um ato como socialmente danoso”.
Os "delitos de colarinho branco" muitas vezes possuem sanções meramente administrativas, isto é, sua punição permanece no âmbito do direito civil, não à esfera do direito penal. Entretanto, é importante ressaltar que as sentenças civis podem ser, financeiramente, tão severas quanto as penais, sem, contudo, possuírem o peso de estigmatizar o apenado como delinquente. A ausência de punição penal geralmente ocorre pelo poder econômico e social de que goza o delinquente de “colarinho branco”, detentor de status social e influência política, assim como pela parcialidade na administração judiciária e legislativa, no que se refere à criação e aplicação de leis específicas para a regulamentação de determinada profissão ou atividade econômica, as quais atingem apenas as classes sociais econômicas mais altas, excluindo-as da punição penal.
“Uma multa civil é um castigo financeiro sem o castigo adicional do estigma, enquanto uma multa penal é um castigo financeiro com o castigo adicional do estigma.” . Quando se impõe o estigma do delito como um castigo, isto é, por meio de uma sanção penal, coloca-se o acusado dentro do estereótipo popular de “delinquente”, que se aplica aos praticantes de “delitos comuns”, mas não se aplica aos “homens de negócio”. Por este motivo, os membros das elites econômicas, em geral, não são incluídos nas estatísticas de criminalidade tradicionais – nas quais as teorias clássicas da criminologia se baseiam, e que só abarcam os delitos penalmente punidos ou, outras vezes, restringem-se à população encarcerada.
No que se refere ao dano social causado pela criminalidade de "colarinho branco", como explicado no tópico anterior, identifica-se o enorme prejuízo financeiro sofrido pela população, ou pelo Estado, por conta de tais práticas. Há também o enfraquecimento dos valores morais socais já que as práticas comerciais seguem a lógica dos interesses privados.
Assim, no que tange aos "crimes de colarinho branco", as leis muitas vezes ocultam a criminalidade existente nas condutas. No entanto, podemos qualificá-los como crimes de fato por meio dos critérios dogmáticos: a descrição legal da conduta como danosa e a cominação legal de pena, sendo estes os aplicáveis a todos os tipos de delitos.

### As "Estatísticas Viciadas"
Estas não abarcam os "delitos de colarinho branco", nas quais as teorias criminológicas tradicionais se baseiam. Um estudo criminológico que baseia sua pesquisa no ambiente prisional como meio de estudo da delinquência incorre em grandes equívocos em suas conclusões empíricas. O equívoco é derivado, primeiramente do fato de que os delinquentes que se encontram nas prisões não são todos os existentes, ao contrário, são apenas um seleto grupo de criminosos. Nem todos os criminosos são encarcerados, por causa de seu status econômico, estabilidade emocional, lugar de nascimento de destaque socioeconômico, parcialidade dos órgãos julgadores, etc.
As taxas indicativas de criminalidade, por sua vez, medem as infrações legais penalmente definidas como tal e definitivamente sentenciadas, e consequentemente não são dados indicativos adequados para a análise do fenômeno da criminalidade como um todo. Assim, estes índices referem-se apenas a uma parcela restrita e seletiva da delinquência, excluindo, por exemplo, os "delitos de colarinho branco".
Desse modo, Sutherland desconstrói as elaborações teóricas criminológicas sustentadas nessas “estatísticas tradicionais viciadas”, já que nem todos os que estão no cárcere são de fato “criminosos” e tão pouco lá estão todos os delinquentes.

### A teoria da associação diferencial como explicação para a ocorrência dos "delitos de colarinho branco"
Diante da falha das abordagens criminológicas tradicionais em elaborar teorias que expliquem o fenômeno da criminalidade de modo global, incluindo a ocorrência dos "delitos de colarinho branco", a explicação da delinquência por meio da associação diferencial é apenas reforçada.
A difusão de práticas ilegais é uma forte evidência de que o "delito de colarinho branco" se deve à associação diferencial. As firmas comerciais têm como objetivo último os lucros máximos. Quando uma empresa encontra um método de aumentar seus lucros, outras, ao entenderem este mecanismo de funcionamento, adotam-no até com maior prontidão e aprimoramento . Essa difusão de práticas delituosas para o aumento dos lucros é facilitada, ainda, pela tendência à centralização do controle da indústria por bancos e comerciantes em associações de comercio. Desse modo, quando algumas corporações violam a lei em um sentido, as outras tendem a fazer o mesmo.
Assim, os comerciantes não só estão em contato com definições favoráveis aos "delitos de colarinho branco", como também estão isolados e protegidos contra as definições desfavoráveis a este tipo de prática. Sutherland aponta que “as pessoas que definem as práticas negociais como indesejáveis ou ilegais são, geralmente chamadas de ‘comunistas’ ou ‘socialistas’ e suas definições tem muito pouco peso.” 
O autor realiza ainda uma crítica aos meios de comunicação de massa, que continuamente definem as violações ordinárias ao código penal de uma maneira muito crítica, sem, entretanto, fazer definições similares com relação aos "delitos de colarinho branco". Uma das justificativas apresentadas no livro “The White Collar Crime” para este julgamento de valor por parte da grande mídia consiste no fato de que os meios de comunicação de massa são em si grandes corporações, e também praticam "delitos de colarinho branco".
Paralelamente, as práticas dos empresários estão protegidas também de críticas severas por parte daqueles que ocupam posições governamentais. A atitude do governo, menos crítica aos comerciantes do que às pessoas de status social inferior é reflexo de várias relações. Dentre elas, podemos destacar o fato de que os governantes e os “homens de negócio” geralmente pertencem a culturas homogêneas e ambos os grupos pertencem ao estrato superior da sociedade; muitos governantes têm familiares ou amigos no mundo dos negócios. Além disso, as grandes corporações são muito poderosas na sociedade atual e podem danificar os programas governamentais. Ademais, o programa de governo é estreitamente relacionado aos partidos políticos, que dependem de grandes contribuições dos comerciantes para suas custosas campanhas.
Também, a sociedade como um todo, possui juízos de reprovação difusos e não convictos com relação aos “delinquentes de colarinho branco”, diferentemente de sua reprovação com os “criminosos comuns”. O público apresenta um ressentimento relativamente desorganizado com relação ao primeiro tipo de infração legal.
Assim, os comerciantes estão protegidos de críticas severas pelos meios de comunicação de massa, pelas instâncias governamentais e pela maior parte da sociedade e permanecem em isolamento relativo das definições desfavoráveis a estas práticas. Este fato evidencia o sucesso da teoria da associação diferencial na explicação da ocorrência dos "delitos de colarinho branco".

## Críticas à Teoria da Associação Diferencial
No comentário de Donald Cressey acrescido no Capítulo IV das edições recentes do manual Criminology, o autor enumera, também, as principais críticas realizadas à Teoria da Associação Diferencial.
Uma primeira crítica, levantada por autores como Clinard e Quinney, entre outros, ataca a Associação Diferencial por dizer que ela não se aplica a alguns casos de criminosos. Os críticos levantam como possíveis exceções donos de terra que cometem crimes, criminosos de colarinho branco, criminosos eventuais, entre outros. Quanto aos criminosos de classe alta que cometem delitos no exercício da profissão, Sutherland rebateu essa crítica, como exposto anteriormente. A crítica relativa aos criminosos eventuais, no entanto, mais que uma crítica é uma proposição de pesquisa, pois ela não se baseia em dados empíricos; dessa forma, os autores lançam a ideia para testar a teoria de Sutherland nesse ponto.
Outra forte crítica que a teoria recebeu refere-se à desconsideração da personalidade do indivíduo, ou das variáveis psicológicas que poderiam influenciar na gênese do comportamento criminoso. Sutherland respondeu a essas críticas com o argumento de que “personalidade é um termo que se refere apenas a uma condição” , e, assim, não consegue explicar as especificidades do motivo de um indivíduo tornar-se criminoso.
Similar à anterior, uma terceira crítica realizada foi que a Associação Diferencial não levaria em consideração a recepção da associação em cada indivíduo diferente, ou seja, não considerava os “diferentes padrões de respostas” de cada pessoa, o que seria um conceito psicológico. Sutherland também buscou rebater essa teoria, com a afirmação de que as recepções diferentes são produtos de associações diferenciais anteriores, assim, a própria teoria explicaria essa crítica. Cressey, por outro lado, mostrou que aí residia um dos maiores defeitos da teoria, pois uma associação explicaria a resposta à outra, sucessivamente, o que levaria até o nascimento do indivíduo.
Uma quarta crítica, levantada por autores como Short, Glaser e Glueck, sustenta a impossibilidade de determinar a proporção de padrões de comportamentos aprendidos nos casos específicos. Além da dificuldade de definir um padrão como “favorável” ou “desfavorável” à violação das leis, é impossível também de mensurar o número de associações que cada um tem. Em outras palavras, tais autores duvidam da possibilidade de provar se a teoria aplica-se aos variados tipos de comportamento criminoso.
Por fim, uma quinta crítica defende que a Associação Diferencial simplifica muito o modo como o comportamento criminoso é aprendido e se forma na pessoa. Essa crítica é feita por ângulos distintos; um primeiro dele, mais extremo, sugere que a teoria não leva em consideração o arbítrio de cada indivíduo para decidir o que faz. De certa forma, essa sugestão resgata ideias da Escola Clássica da Criminologia. Outro ângulo da mesma crítica, menos extremo, aponta que a teoria da associação diferencial não considera a complexidade do processo de aprendizagem, que seria muito maior do que como exposto pela Associação Diferencial.